# جايسون هيل (ملحن)
جايسون هيل (بالإنجليزية: Jason Hill)‏ هو مغني ومنتج أسطوانات وملحن أمريكي، ولد في القرن العشرين.

## وصلات خارجية
- جايسون هيل على موقع IMDb (الإنجليزية)
- جايسون هيل على موقع ميوزك برينز (الإنجليزية)
- جايسون هيل على موقع ديسكوغز (الإنجليزية)
- جايسون هيل على موقع قاعدة بيانات الفيلم (الإنجليزية)